# Dmitri Rybtchinski
Dmitri Dmitrievitch Rybtchinski (en russe : Дми́трий Дми́триевич Рыбчи́нский, également écrit en anglais : Rybchinsky), né le 19 août 1998 à Moscou, est un footballeur russe qui évolue au poste de milieu de terrain au Pari Nijni Novgorod en prêt du Lokomotiv Moscou.

## Biographie

### Carrière en club
Formé au Lokomotiv Moscou, il y fait ses débuts le 15 juillet 2019, à l'occasion d'un match de Premier Liga russe contre le FK Rubin Kazan.
Le 21 octobre 2020, il joue son premier match en Ligue des champions, sur la pelouse du Red Bull Salzbourg (score : 2-2). Il joue six matchs dans cette compétition, avec pour résultats trois nuls et trois défaites.
Le 24 octobre 2020, il inscrit son premier but en Premier Liga, lors de la réception du Rotor Volgograd. Toutefois, son équipe s'incline 1-2.

### Carrière en sélection
Le 13 novembre 2020, il joue son premier match avec les espoirs russes, en amical contre la Hongrie (défaite 2-0).

## Palmarès
Lokomotiv Moscou
- Coupe de Russie :
  - Vainqueur en 2021.
- Supercoupe de Russie :
  - Finaliste en 2020 et 2021.

## Statistiques
| Saison                | Club                  | Championnat           | Championnat | Championnat | Coupe(s) nationale(s) | Coupe(s) nationale(s) | Compétition(s) continentale(s) | Compétition(s) continentale(s) | Compétition(s) continentale(s) | Total | Total |
| Saison                | Club                  | Division              | M.          | B.          | M.                    | B.                    | Comp.                          | M.                             | B.                             | M.    | B.    |
| 2017-2018             | Kazanka Moscou        | D3                    | 20          | 4           | -                     | -                     | -                              | -                              | -                              | 20    | 4     |
| 2018-2019             | Kazanka Moscou        | D3                    | 20          | 0           | -                     | -                     | -                              | -                              | -                              | 20    | 0     |
| 2019-2020             | Kazanka Moscou        | D3                    | 4           | 0           | -                     | -                     | -                              | -                              | -                              | 4     | 0     |
| Sous-total            | Sous-total            | Sous-total            | 44          | 4           | -                     | -                     | -                              | -                              | -                              | 44    | 4     |
| 2019-2020             | Lokomotiv Moscou      | D1                    | 7           | 0           | 1                     | 0                     | -                              | -                              | -                              | 8     | 0     |
| 2020-2021             | Lokomotiv Moscou      | D1                    | 26          | 2           | 5                     | 0                     | C1                             | 6                              | 0                              | 37    | 2     |
| 2021-2022             | Lokomotiv Moscou      | D1                    | 21          | 0           | 2                     | 0                     | C3                             | 4                              | 0                              | 27    | 0     |
| Sous-total            | Sous-total            | Sous-total            | 54          | 2           | 8                     | 0                     | -                              | 10                             | 0                              | 72    | 2     |
| Total sur la carrière | Total sur la carrière | Total sur la carrière | 98          | 6           | 8                     | 0                     | -                              | 10                             | 0                              | 116   | 6     |